# Torre de Romilla
La Torre de Romilla, también conocida como Torre de Roma, se localiza en la pedanía de Romilla, situada en el municipio español de Chauchina, provincia de Granada, y en el pago conocido como Soto de Roma. Está situada a unos quinientos metros del río Genil, a poca más de dieciocho kilómetros de la ciudad de Granada. El edificio actual data probablemente de la época nazarí del siglo XIV.

## Historia

### Neolítico
Los primeros restos arqueológicos datan del Neolítico y se hallaron en el yacimiento al aire libre denominado Las catorce fanegas. El descubrimiento se produjo al rebajar unos terrenos para acondicionarlos a tareas agrícolas. Se encontraron estructuras de viviendas realizadas con grandes guijarros procedentes del río. Por sus restos materiales se asocia a la Cultura de las Cuevas, según análisis tipológico de algunos brazaletes y las vasijas cerámicas. Los recipientes eran de gran tamaño y del análisis de los contenidos encontrados en su interior puede deducirse que eran empleados para almacenar productos orgánicos. De ello se deduce la riqueza agrícola y ganadera que ya existía en la zona desde tiempos remotos.

### La Reconquista
Una vez terminada la Reconquista en el año 1492, Chauchina pudo rehacerse de la destrucción a la que fue sometida durante las guerras entre moros y cristianos. Las tierras fueron redistribuidas entre los recién llegados y permitieron a los moriscos conservar sus huertas, pero fueron los nuevos colonos los que se llevaron la mejor parte. Cuando se produjo la dramática expulsión de los moriscos, el llamado Soto de Roma quedó prácticamente deshabitado. Pasó a ser patrimonio de la Corona, siéndole asignado el nombre de Real Sitio. Los topónimos de esta parte de la Vega recuerdan ese momento histórico, como puede reconocerse en caminos (Paseo de la Reina), edificios (Casa de la Reina), pagos y canales (Canal del Rey), cortijadas (Casa Real), etc. A pesar del intento de volver a hacer productiva la agricultura en los campos de Chauchina, la transición de los métodos nazaríes a los castellano-aragoneses introdujo cambios importantes en cultivos, regadíos y otras formas de organización social no lo hizo posible.

## El comercio
En tiempo de los árabes se cultivaban en el Soto de Roma y sus alrededores árboles frutales, viñedos y trigo. Además de la explotación maderera, las moreras constituían un importante incentivo económico ya que sus hojas eran vendidas como alimento para los gusanos que fabricaban la seda. En el siglo XVIII la plaga de la filoxera terminaría con ellas. Entonces empezó a cultivarse lino y cáñamo, empleados en la cordelería y el velamen de la flotas comerciales y militares. 
La Corona decretó que la Vega de Granada fuera reconocida como suministradora oficial de la Marina Real, lo que proporcionó a la comarca una época de florecimiento económico. Cuando en el levante español empezó a producirse un cáñamo de mejor calidad, el privilegio oficial de la Vega pasó a ser ostentado por Valencia. A finales del siglo XIX se iniciará la recuperación económica con la introducción del cultivo de la remolacha azucarera. Las calles no estaban empedradas, por lo que se convertían en barrizales difíciles de transitar en tiempos de lluvia. Contaba con una plaza, llamada del mercado ya que en ella se concentraban las actividades comerciales de los alrededores, en días puntuales. 
Según Madoz, el origen de Chauchina se forjó a raíz de la existencia de dos caserías conocidas como la Chauchina Alta y la Chauchina Baja, que empezarían a cobrar protagonismo poblacional hasta alcanzar la importancia manifiesta a partir de la segunda mitad del siglo XIX, en parte debido al cultivo de la remolacha azucarera. Llegó a tener una casa consistorial, escuela de primera enseñanza y una cárcel. Hasta el siglo XVIII en el Soto apenas había unos veinte o treinta cortijos, algunos de los cuales dieron lugar a núcleos urbanos que luego se consolidarían en pueblos, como los actuales de Láchar, Cijuela o Chauchina. En el siglo XIX se potenció el cultivo de la remolacha azucarera dando lugar a la proliferación de fábricas por toda la Vega. La nueva industria generó otra serie de factorías de abastecimiento, así como una red de ferrocarriles que servían tanto para el transporte de personas como de mercancías. Cuando empezó a decaer, en la primera mitad del siglo XX, vino a ser sustituida por los cultivos de tabaco, bajo la dictadura del mercado que ejercía Tabacalera Española.

### Grandes cosechas
Henríquez de Jorquera, en sus relatos escritos en el siglo XVII describe los cortijos y mayorazgos de algunos lugares de la vega, mencionando los de Chauchina, el Xaos, Láchar y la Torre de Roma, entre otros. En ellos las cosechas eran abundantes, sobre todo las de cereales, señalando la calidad del pan elaborado en la región. A finales del siglo XVIII las tierras de Chauchina y sus inmediaciones eran propiedad real, tituladas por Carlos IV. Siendo Manuel Godoy dueño de haciendas y cuadras para doma de caballos en Aranjuez (Madrid), aceptó la propuesta del rey para cambiarlas por las de la Vega de Granada. El soberano se las cedió de forma perpetua e irrevocable, dejando constancia de ello en la Real Cédula de 27 de septiembre de 1795.
A partir de ese momento, el ministro de la corona añadiría a sus títulos el de Señor de la Torre de Roma. Lo mencionará junto a los de Príncipe de la Paz y duque de Alcudia, antes que otros de mayor relevancia como caballero del Toisón de oro, primer secretario de Estado o grande de España. Sería posible entender que lo hiciera por las grandes riquezas que este dominio le proporcionaba, a pesar de las frecuentes inundaciones a las que se veía sometido. Durante su gobierno emprenderá obras de ordenación en el cauce del río Genil, encargadas al ingeniero de puentes y caminos Agustín de Batancourt. En el capítulo XLII de sus Memorias, Godoy vuelve a referirse al Soto de Roma para hablar de la importancia del cultivo del cáñamo y las fábricas de lonas. Lo hace en los siguientes términos: En esta última provincia de Granada, yo di el primer ejemplo de éste cultivo en grande (refiriéndose al cáñamo), dedicando a él más de seis mil marjales (320 Ha).

## Sitio Real
Reconocidos estos pagos como Reales Sitios, fueron cedidos y recuperados sucesivamente por voluntad de la corona. Fernando VII los reclamará a Godoy a instancias de las Cortes de Cádiz, que acusaban al primer ministro de afrancesado y traidor. Finalizada Guerra de la Independencia, en Real Decreto de 22 de julio de 1813, los derechos de propiedad sobre esas tierras pasaron a manos del duque de Wellington, para sí y sus descendientes, por su participación en la contienda franco-española contra de Napoleón y a favor de la restauración de la monárquica borbónica. A lo largo de esta centuria hubo un aumento demográfico debido a que nuevos pobladores acudían atraídos por la posibilidad de cultivar el lino y el cáñamo. Hasta 1753 la población había estado dispersa. En el catastro del Marqués de la Ensenada se dice que la mayor concentración del Soto se daba en el cortijo del Cerrillo, con una veintena de vecinos. Así se mantuvo durante el siglo XVIII, hasta que en el siglo XIX se fueron formando núcleos más consolidados en Fuente Vaqueros, donde los moradores, la mayoría dedicados a la cría del ganado vacuno y caballar, solicitan poder construir sus viviendas cerca de una fuente de agua.Por su parte, el político liberal Pascual Madoz, en su obra titulada Diccionario Geográfico-Estadístico- Histórico de España describe el sitio de Chauchina como un poblado con un total de trescientas sesenta casas, la mayoría de labranza, construidas con tierra apisonada. Solamente las más antiguas se hicieron en ladrillo. 

### Herencia de tierras
Madoz junto a Mendizábal organizaron a mediados del siglo XIX desamortizaciones de tierras sin explotar, que hasta entonces habían estado en manos de nobles, terratenientes y órdenes religiosas. El cambio de propietarios provocó que muchos campesinos tuvieron que emigrar a la ciudad de Granada. Sin embargo, en Romilla, esta política progresista apenas afectó a sus vecinos, ya que los terrenos se vendieron en grandes lotes. En este caso, sus campos pasaron a manos de los Condes de la Casa de Valencia. En estas condiciones, todavía se mantenían actuaciones medievales. Para la construcción o modificación de viviendas por parte de los jornaleros era necesario el permiso expreso del dueño del Soto, al que tenían que pagar una cantidad de dinero. Sin embargo, eso no los convertía en sus propietarios, sino que solamente les concedía el derecho a vivienda, ya que el amo seguía siendo el dueño de las caserías. Cuando la casa era traspasada a otro vecino, el antiguo arrendatario tenía que pagar al señor la décima, es decir, una décima parte el importe total obtenido por la cesión.Durante el tiempo en que el Duque de Wellington fue propietario se mantuvo el mismo sistema de arrendamiento, de forma que las haciendas eran heredadas de padres a hijos, permitiendo obtener ciertos derechos sobre ellas, si bien muy limitados. Finalmente, y ante los problemas que estos nuevos modos causaban, ya en el siglo XX, los descendientes de Wellington fueron vendiendo las parcelas de forma progresiva, conservando la finca llamada Dehesa Baja en Íllora, obtenida en la misma época que la del Soto de Roma. La forma de explotación de las tierras se mantuvo durante muchos siglos, conservando sus formas tradicionales de cultivo, es decir, a través de pagos periódicos de arrendamiento a los terratenientes que las poseían. Era frecuente que los agricultores, en tiempos de malas cosechas, acumularan deudas que podían llegar a eternizarse, llegando incluso a tener que ser asumidas por sus descendientes.

## Situación

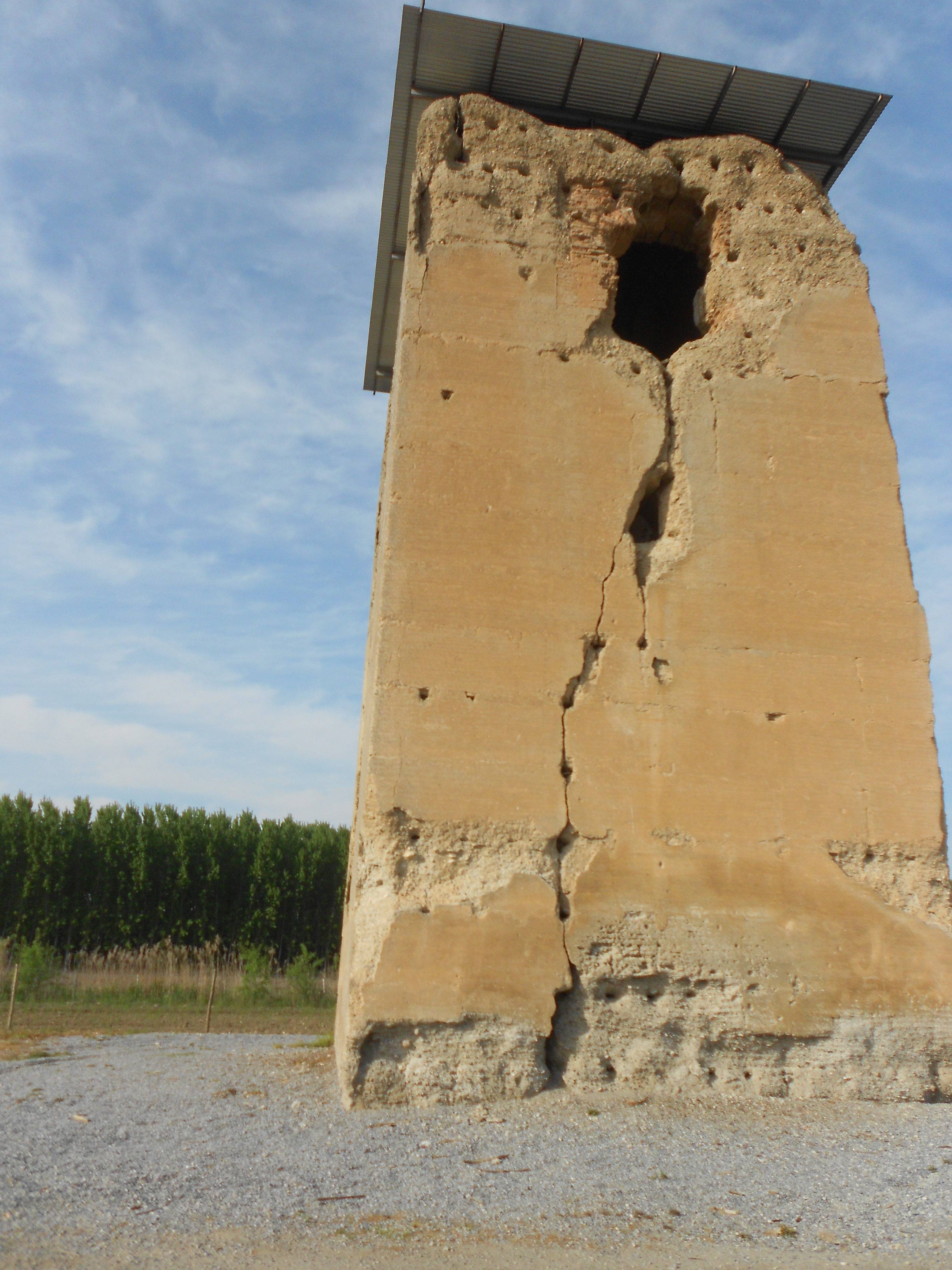
Fachada sur de la torre

Se puede considerar como uno de los puntos estratégicos de la vega granadina, con sus tierras regadas por las aguas que discurren desde los tres principales sistemas montañosos que rodean la ciudad: Sierra Nevada, Arana-Alfaguara y Sierra Elvira, lo que ya tuvieron en cuenta los pobladores del neolítico y no dejaron pasar el resto de los habitantes que han explotado la riqueza natural de un paraje desconocido y situado a dos pasos de la ciudad.
Los vecinos de Romilla, conocen sus tierras como la pequeña Roma, porque en realidad, la gran vega situada entre Santa Fe, Chauchina y Fuente Vaqueros, era conocida históricamente como el Soto de Roma. Los cultivos que abastecían los asentamientos de Elvira y más tarde Ilíberis, se ubicaban aguas abajo del Genil y al suroeste de Sierra Elvira, en este privilegiado enclave ahora rodeado de densas alamedas y cultivos agrícolas. 

## Descripción
Según mediciones llevadas a cabo, el edificio tiene actualmente una altura de 14 m y pudo alcanzar los 16 m con las almenas o merlones. Se distribuyen en cinco niveles de ocupación: aljibe, planta baja, primera planta, segunda planta y terraza. Bajo el nivel del suelo se excavó un aljibe. De planta cuadrangular, tiene la puerta de acceso en su lado este. Mide en su base 9.47 m de largo y 7.10 m de ancho, disminuyendo en progreso lento hacia la terraza que da unas dimensiones de 9.10 m de largo y 6.85 m de ancho. Las paredes interiores no presentan el aspecto tronco-piramidal del exterior, sino haciendo ángulo recto con el suelo, siendo el grosor en la base del muro de 1.50 m y de 1.35 m en el nivel de la terraza. 

### Construcción
Los muros están realizados con tapial, técnica de construcción utilizada desde el Neolítico y desarrollada en la Península por romanos y árabes. Consiste en rellenar con tierra arcillosa encofrados de madera que se van superponiendo verticalmente para conformar el muro. La tierra, a veces con paja o chinorros, es prensada o apisonada en su interior. Una vez compactada, se retira el molde. En el caso de la Torre de Romilla, los cajones tenían unos 82 cm de largo. Estos moldes de tierra eran sujetados por vigas transversales de madera que al desaparecer, dejaban huecos llamados mechinales. Se ocultaban tras el posterior enlucido de las fachadas. Los ladrillos utilizados en puertas y ventanas medían 29 × 14.5 × 4 cm, típicos de arquitectura nazarí. Los revestimientos sobre el tapial, además del mejoramiento estético, impermeabilizaba los muros y fijaba el material de las paredes. 
Este tipo de fábrica fue profusamente utilizada en época nazarí, por su gran consistencia, rápida elaboración y el bajo coste de los materiales. Encontramos ejemplos de edificios similares en la fortaleza de la Alhambra. La ausencia de documentos escritos que la mencionen y la carencia de restos materiales significativos hacen difícil precisar su datación. Se puede estimar hacia el siglo XIV, basándose en la buena elaboración del edificio.[cita requerida] Sin ningún tipo de decoración exterior, la elegancia del conjunto hay que buscarla en la sencillez y armonía de sus líneas. Sin embargo se tiene constancia de la existencia de baluartes semejantes desde el siglo X.

### Fachadas Exteriores
La fuerza volumétrica del edificio manifiesta abiertamente su función militar y de control defensivo del territorio. Una sola puerta orientada al este permitía el acceso al interior. Apenas tiene huecos de luz ni en la planta baja ni el primer piso para dificultar su conquista en momentos de posibles ataques enemigos. Solamente en el segundo piso se abren cuatro ventanas grandes, una en cada lado de la torre, pudiendo darse la circunstancia de que sirviera de alojamiento a los señores del sitio. La terraza pudo estar almenada con morlones piramidales concebida para ubicar en situaciones de peligro a oteadores y encargados de su defensa. Desde el piso superior y la terraza se ejerce un control visual amplio sobre el territorio, llegando a verse la colina de la Alhambra, lo que hacía posible la comunicación visual entre ambas fortalezas. 
- La fachada este es la principal. Contiene la puerta de entrada en la planta baja, dos aspilleras en la primera y una ventana central en la segunda ordenadas en un eje central de forma simétrica. Ventanas y puerta estaban delimitadas por ladrillos. Según los trazos localizados por Antonio Almagro en una viga que serviría para el anclaje, la puerta sería dintelada. Se elevaba dos metros aproximadamente sobre el nivel del suelo, siendo necesario para el acceso algún tipo a estructura, ya fuera fija o móvil, con forma de rampa o escalera. Protegía de las inundaciones y dificultaba la entrada a los enemigos, sobre todo si podía ser retirada. Las ventanas estaban rematadas con arcos de medio punto, también enmarcadas en ladrillo. Es la que posee mayor entrada de luz.

- La fachada oeste que se le opone no tiene vanos en la planta baja; los dos que se localizan en la primera planta son aspilleras simétricas al eje central y sobre ellas, en la tercera planta, una ventana igual que las otras tres de las restantes fachadas.La del norte solamente tiene una ventana en el tercer piso. Desde las ventanas de las fachadas oeste y norte se podía ver la ciudad de Granada y la Torre de la Vela de la Alhambra.

- La fachada sur cuenta con una aspillera en el primer piso y ventana en el segundo.

- La fachada norte solamente tiene una ventana en el tercer piso.

### Plantas
- LA PLANTA BAJA no tiene más entrada de luz y ventilación que la puerta de acceso, buscando con ello la inaccesibilidad en casos de ataque. Ésta se elevaba sobre el nivel del suelo, siguiendo modelos típicos de este tipo de arquitectura militar. Tenemos paralelismos en otras torres del reino nazarí de Granada como las de Santa Fe de Mondújar y Huércal Overa, ambas en la provincia de Almería. En el caso de la torre de Huércal Overa, antes de su nefasta restauración todavía podían observarse los restos de una escalera lateral de acceso adosada a la fachada. La puerta pudo ser dintelada, Sin embargo no se puede descartar que estuviera rematada con arco rebajado como la de Huércal Overa .En el interior, junto a la puerta de entrada se inicia la escalera de acceso a los pisos superiores que abre un descansillo al llegar al primer piso. En el suelo un hueco en forma de pozo descendía al aljibe. La estancia estaba abovedada con ladrillo y seguramente era el espacio destinado a realizar el mayor número de actividades cotidianas.

- LA PLANTA PRIMERA O PLANTA INTERMEDIA liberaba un espacio casi cuadrado (4.25 m × 4.05 m) al restarle al total de su planta el espacio ocupado por la escalera adosada al muro. Como en la planta baja, su techo estaba abovedado en ladrillo enlucido. La iluminación y ventilación quedaban resueltas con tres aspilleras, situándose una en cada lado (sur, este y oeste). La escalera estaba cubierta con una bovedilla de cañón y recibía la luz a través de una de las aspilleras. Seguramente las distintas plantas quedaban aisladas entre sí por puertas instaladas en las entradas de los descansillos. Se ignora la utilización que pudo hacerse de esta sala, si bien es posible que estuviera dedicada a zona de dormitorios y almacenaje.

- LA SEGUNDA PLANTA se compone de 4 grandes ventanales que proporcionan una buena iluminación a la sala, posiblemente esta sala estuviera decorada con yeserías árabes, por ella se accedía a la terraza por la cual se tenía una buena vista del territorio.

### Usos
Sobre los posibles usos que se le diera a la torre, tanto por su arquitectura como por su ubicación podemos establecer algunas conclusiones. Estudios realizados en el territorio permiten afirmar la existencia de puestos de control militar y comercial de antiguas rutas romanas, algunas de las cuales fueron conservadas por visigodos y árabes. En las inmediaciones de ese mismo enclave se tienen noticias de otra similar que aparece constatada hasta el siglo XVIII.

## La Zona
Circundado fundamentalmente por choperas y algunos cultivos de ajos, alcachofas, lechugas y espárragos. Todo mezclado con algunas especies nitrófilas, arvenses y ruderales. En los alrededores se pueden ver Secaderos construcción típica de esta zona.La torre de Romilla es ahora el hábitat de cernícalos, mochuelos, golondrinas y aviones comunes, que anidan en sus oquedades, y utilizan su altura como el punto ideal para otear los campos y cuidar de sus camadas. Un lugar donde incluso los gorriones, no demasiado amigos de las aves rapaces, anidan entre los huecos y grietas de la tierra prensada por los obreros nazaríes y en los pequeños túneles que quedaron tras retirarse los ‘mechinales’, los elementos utilizados para sostener los moldes que prensaban la argamasa de las paredes. 

### Flora y Vegetación
Allium sativum (Ajo), 
Amaranthus blitoides, 
Amaranthus retroflexus (Bledo), 
Arum italicum, 
Asparagus officinalis (Espárrago), 
Ballota nigra (Marrubio fétido), 
Bituminaria bituminosa, 
Chelidonium majus (Celidonia mayor), 
Chenopodium álbum, 
Cichorium intybus (Achicoria), 
Conium maculatum (Cicuta), 
Cynara scolymus (Alcachofa), 
Cynodon dactylon (Bermuda), 
Diplotaxis erucoides, 
Equisetum arvense (Cola de caballo menor)Equisetum ramosissimum (Cola de caballo),
Erodium malacoides, 
Galium verrucosum, 
Heliotropium europaeum, 
Lathyrus clymenum, 
Medicago polymorpha (Carretón común), 
Medicago sativa, 
Melilotus indicus, 
Orlaya daucoides, 
Orobanche crenata, 
Oxalis corniculata (Acederilla), 
Parietaria judaica (Parietaria), 
Polygonum aviculare, 
Polygonum lapathifolium, 
Populus alba (Álamo blanco), 
Populus nigra, 
Portulaca oleracea (Verdolaga), 
Rhagadiolus edulis (Uñas del diablo), 
Rorippa nasturtium-aquaticum (Berro), 
Rumex crispus, 
Saponaria officinalis, 
Sinapis alba (Mostaza blanca), 
Solanum pseudocapsicum (Tomaticos), 
Stellaria media (Pamplina), 
Zea mays (Maíz),
Trifolium campestre, 
Veronica pérsica, 
Xanthium spinosum (Abrojillo), 
Agrocybe aegerita (Seta de chopo), 
Auricularia auricula-judae (Oreja de judas), 
Auricularia mesentérica, 
Fomes fomentarius (Yesquero, casco de caballo), 
Helvella fusca (Oreja de gato, Bonete marrón), 
Helvella leucomelaena (Copicas, copica blanca y negra, pucheruelo), 
Helvella solitaria (Copitas, orejones), 
Mitrophora semilibera (Colmenilla pequeña), 
Pleurotus ostraeus, 
Schizophyllum amplum, 
Schizophyllum commune, 
Valsa sórdida.

### Fauna
AVES
Apus apus (Vencejo común), 
Athene noctua (Mochuelo), 
Bubo bubo (Búho real), 
Columba livia (Paloma), 
Columba palumbus (Paloma torcaz), 
Carduelis chloris (Verderón), 
Carduelis carduelis (Jilguero),
Carduelis spinus (Lúgano), 
Carduelis cannabina (Pardillo común), 
Hirundo rustica (Golondrina común), 
Delichon urbica (Avión común), 
Falco tinnunculus (Cernícalo), 
Fringilla coelebs (Pinzón vulgar), 
Passer domesticus, 
Phoenicurus ochruros (Colirrojo tizón), 
Pica pica (Urraca), 
Saxicola torquata (Tarabilla común), 
Serinus serinus (Verdecillo), 
Streptopelia decaocto (Tórtola turca), 
Sturnus vulgaris(Estornino pinto), 
Sturnus unicolor (Estornino), 
Turdus merula (Mirlo Común). 

MOLUSCOS TERRESTRES
Arion (Kobeltia) hortensis (Babosa negra), 
Cochlicella (Cochlicella) acuta, 
Cochlicella (Prietocella) barbara ,
Cornu aspersum (Burgajo, Boyuno), 
Theba pisana (Caracol blanco).

## Ruta de Washington Irving
Chauchina y la torre de Romilla son parte de la Ruta de Washington Irving, gran itinerario Cultural del Consejo de Europa. Esta ruta recorre los pasos que en 1829 siguió el escritor romántico y diplomático norteamericano Washington Irving, fascinado por la riqueza y el exotismo de la civilización hispano-musulmana. Una arteria de comunicaciones establecida muchos siglos antes, que, en la Baja Edad Media, sirvió de vía comercial entre el sur peninsular cristiano y el reino nazarí de Granada. Ruta que, como otras, tuvo un marcado carácter fronterizo. De tregua en tregua, salían para Granada desde las campiñas sevillanas productos agrícolas y ganado, que se trocaban por especias, colorantes, paños y sedas. En sus etapas, el itinerario atraviesa tierras cargadas de una extraordinaria riqueza paisajística y monumental, parajes, pueblos y ciudades repletas de evocaciones históricas, legendarias y literarias. El trayecto une las capitales de las dos Andalucías tradicionales, la Baja y la Alta; dos llanuras, la Campiña y la Vega, separadas por un sugerente viaje accidentado. El camino oscila entre Sevilla y Granada, las dos estaciones obligadas del tour romántico que desde los albores del siglo XIX proyectó la imagen de Andalucía en Europa, atrayendo una multitud de artistas, escritores, curiosos y todo tipo de viajeros. En las páginas que siguen se invita al paseante a revivir experiencias y a gozar de un clima, de una naturaleza y de unas ciudades excepcionales, en las que, además de su patrimonio artístico, palpita la acogedora hospitalidad y el abierto carácter de las gentes.
«Hicimos nuestra última comida a medio día bajo unos olivos que había a orillas de un riachuelo. Nos encontrábamos en un paraje clásico, ya que no lejos de nosotros se alzaban alamedas y huertos del Soto de Roma. Era, según nos dice una fabulosa tradición, un lugar de retiro creado por el conde Don Julián para que sirviese de consuelo a su hija, Fue aquel una finca campestre de los reyes moros de Granada y en la actualidad pertenece al duque de Wellington»
«En los arcos de la vieja atalaya, en atardeceres de verano, entre dos luces, parece vislumbrarse la figura de una mujer que mira hacia la gran cordillera blanca y gris de Sierra Nevada»